# Ekrem İmamoğlu
Ekrem İmamoğlu (pronunciación en turco: /ecˈɾɛm iˈmamo:ɫu/; Trebisonda, 4 de junio de 1970) es un político socialdemócrata turco, alcalde de Estambul desde el 27 de junio de 2019. Fue elegido en una segunda votación tras haberse anulado el resultado de las elecciones municipales de 2019. Se presentó como candidato del CHP (Partido Republicano del Pueblo), el principal partido de oposición. Venció al candidato del partido islamista en el gobierno AKP y según los medios de comunicación podría ser un candidato potencial para desafiar a Recep Tayyip Erdoğan en las elecciones presidenciales de 2023, pero finalmente declinó su participación. İmamoğlu fue alcalde de Beylikdüzü, un distrito occidental de Estambul, entre 2014 y 2019.

## Biografía

### Primeros años
İmamoğlu nació en septiembre de 1970, en Akçaabat, al oeste de la ciudad de Trebisonda y proviene de una familia conservadora. Realizó estudios superiores en la Trabzon High School, donde jugó a fútbol amateur y fue gerente del Trabzonspor. También fue vicepresidente del equipo de baloncesto Trabzonspor BK. Estudió Ciencias Económicas en la Universidad de Estambul, se licenció en administración de empresas y realizó una maestría en administración de recursos humanos. Después de su graduación se incorporó al negocio familiar en la construcción. En 1995, se casó con Dilek Kaya con quien tiene tres hijos.

### Trayectoria política
İmamoğlu se unió al Partido Republicano del Pueblo (CHP) en 2008, y fue elegido líder del ala juvenil del partido en 2009. El 16 de septiembre de 2009, fue elegido por el CHP presidente del capítulo local del partido en el distrito de Estambul de Beylikdüzü . Posteriormente fue reelegido para el cargo el 8 de marzo de 2012, antes de renunciar el 15 de julio de 2013 para postularse como alcalde de Beylikdüzü. La elección se llevó a cabo el 30 de marzo de 2014, como parte de las elecciones locales turcas de 2014, y İmamoğlu ganó con el 50.44% de los votos, derrotando al candidato del Partido de la Justicia y el Desarrollo, Yusuf Uzun.
Tras el anuncio de la dimisión del alcalde de Estambul, Kadir Topbaş, el 23 de septiembre de 2017, İmamoğlu fue nominado por el CHP para reemplazarlo. En la elección de la Asamblea Municipal de Estambul para cumplir el resto del mandato de Topbaş, İmamoğlu perdió ante el candidato del Partido AK Mevlüt Uysal después de tres rondas, por una mayoría de votos de línea de partido de 125 a 179. El 18 de diciembre de 2018 el CHP nominó nuevamente a İmamoğlu candidato en las elecciones a la alcaldía de Estambul de 2019. Tanto el Partido Bueno, que formó una alianza con el CHP, como el Partido Democrático de los Pueblos (HDP) no nominaron candidatos favoreciendo el apoyo de la oposición a İmamoğlu.
Las elecciones se celebraron el 31 de marzo de 2019. İmamoğlu derrotó al candidato del partido en el gobierno, AK, Binali Yıldırım, ex primer ministro y mano derecha de Erdogan, por apenas 23.000 votos que quedaron reducidos a 13.000 votos tras varios recuentos posteriores a causa de 17 impugnaciones. El Partido AK cuestionó el resultado en nombre de su candidato, alegando que votos no válidos pudieron influir en la elección, y erigieron grandes carteles en la ciudad proclamando a Yıldırım como ganador de la elección. İmamoğlu acusó al Partido AK de ser "malos perdedores".
Finalmente las elecciones municipales en la ciudad de Estambul se repitieron el 23 de junio de 2019 y Imamoglu volvió a ganar. Fue de nuevo investido alcalde el 27 de junio.

## Posiciones
Imamoglu, cuyo apellido significa "hijo del imam", sabe leer el Corán y suele acudir a la mezquita los viernes, aunque se adhiere a la visión laica de su partido.

## Detención
El 19 de marzo de 2025, la policía turca lo arrestó junto con más de 100 personas por cargos relacionados con presunta corrupción.También se le acusó de haber ayudado al Partido de los Trabajadores del Kurdistán (PKK).
Tras su arresto, su partido lo calificó de "Golpe de estado civil" y convocó protestas a nivel nacional. Posteriormente, el gobernador de Estambul, Davut Gül, impuso una prohibición de cuatro días a las protestas en la ciudad.  El gobierno también restringió el acceso a varias plataformas de redes sociales tras la detención. A pesar de las restricciones, los manifestantes se congregaron frente al municipio de Şişli y portaron consignas en apoyo a İmamoğlu.